# Перервинський гідровузол

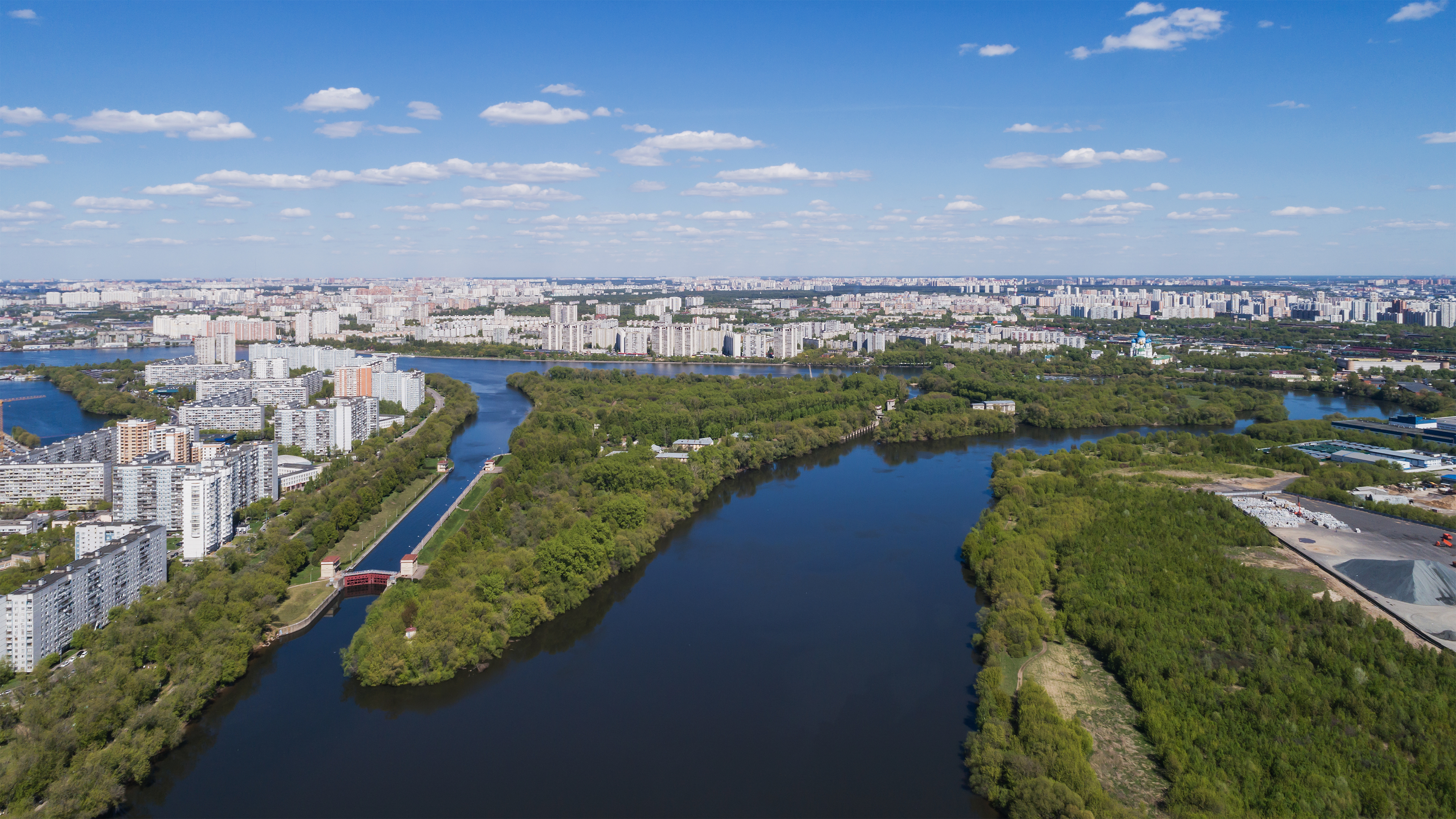
Штучні острови у Перерви

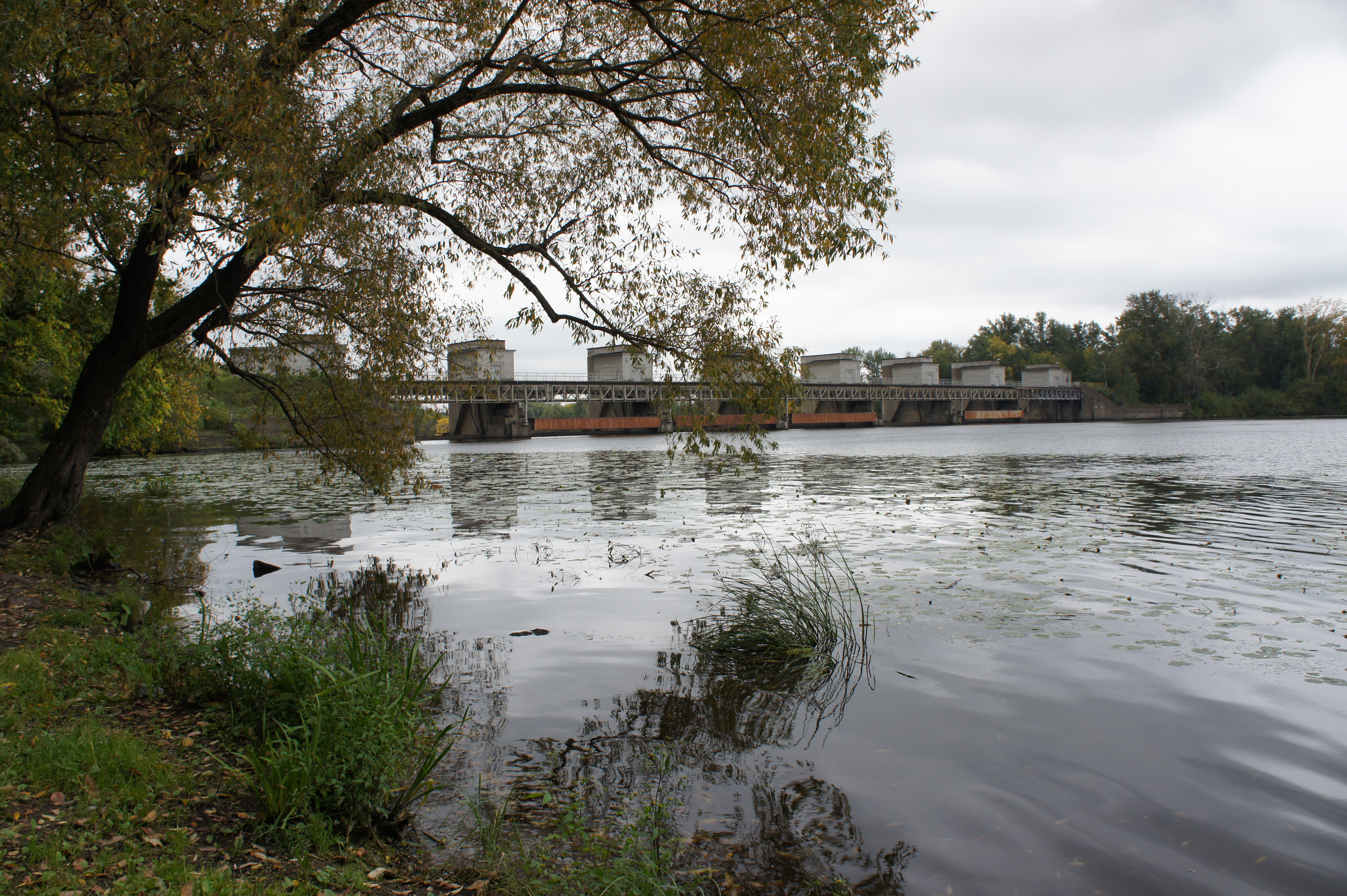
Перервинська гребля

55°40′25″ пн. ш. 37°42′8″ сх. д. / 55.67361° пн. ш. 37.70222° сх. д.
Перервинський гідровузол — гідротехнічна споруда у складі Каналу імені Москви у південно-східній частині Москви на Москві-річці.
До складу гідровузла входять: водоскидна залізобетонна гребля з 7 прольотами, перекритими сталевими затворами, Перервинська ГЕС, шлюз з великою камерою для пропуску великих суден (№ 10) і шлюз з малою камерою для судів місцевого сполучення і прогулянкових (№ 11).

## Історія
Перша Перервинська гребля зі шлюзом була побудована в 1870-х роках у системі шлюзування Москви-ріки (на дільниці від Москви до Коломни) з виходом на річку Ока. В 1923 році занедбана гребля була перебудована..
В 1932—1938 році був побудований новий Перервинський гідровузол що, істотно збільшив підпір води, що дозволило відкрити (по міській дільниці (б'єфу) Москви-ріки) наскрізний шлях для суден. Будівництвом займалося ОДПУ-НКВС, для цього в складі ГУЛАГ був створений найбільший табір в СРСР — Дмитровлаг. Перервинський гідровузол був спорудженний Південною дільницею Дмитровлага. Будівництво відбувалось у два етапи. Перший етап — будівництво Перервинської греблі, шлюзу № 10, дериваційного каналу, відсипання дамб і закінчилося в 1935 році, табори розташовувалися в тодішніх південних передмістях Москви — Нагатіно, Печатниках і Коломенському.. В 1937-38 роках здійснюється другий етап — будівництво шлюзу № 11, ГЕС, відсипання дамб острова, розширення та будівництво внутришньоострівних дереваційних каналів, а також будівництво Селища Шлюзи для експлуатаційного персоналу. Після будівництва створено чотири острови, на яких зараз і розташовано гідровузол. Для другого етапу будівництва на критих баржах привезли 15000 ув'язнених Дмитровлагу, табір для яких, в кількості 47 бараків, розташовувався на Далекому острові.